# Amanda Detmer
Amanda Jeannette Detmer (Chico, 27 settembre 1971) è un'attrice statunitense.
È stata sposata dal 2004 al 2007 con Bernardo Targett e dal 2007 è sposata con John Peter Crickellas.

## Filmografia

### Cinema
- Boys and Girls - Attenzione: il sesso cambia tutto (Boys and Girls), regia di Robert Iscove (2000)
- Final Destination, regia di James Wong (2000)
- Assatanata (Saving Silverman), regia di Dennis Dugan (2001)
- The Majestic, regia di Frank Darabont (2001)
- Big Fat Liar, regia di Shawn Levy (2002)
- Last Seen, regia di Eva Ilona Brezeski (2002)
- Kiss the Bride, regia di Vanessa Parise (2002)
- Extreme Dating, regia di Lorena David (2004)
- Lucky 13, regia di Chris Hall (2005)
- Final Move, regia di Joey Travolta (2006)
- Jam, regia di Craig E. Serling (2006)
- Tu, io e Dupree (You, Me and Dupree), regia di Anthony e Joe Russo (2006)
- American Crude - Follie in America (American Crude), regia di Craig Sheffer (2008)
- AmericanEast, regia di Hesham Issawi (2008)
- Final Destination 5, regia di Steven Quale (2011) - cameo
- For Spacius Sky, regia di Coy Middlebrook (2012)
- Seduzione letale (Letal Seduction), regia di Nancy Leopardi (2015)
- Natale in California: Luci della città, regia di Shaun Paul Piccinino (2021)

### Televisione
- To Serve to Protect – miniserie TV, 2 puntate (1999)
- M.Y.O.B – serie TV, 4 episodi (2000)
- A.U.S.A – serie TV, 8 episodi (2003)
- All Grown Up – film TV (2003)
- Picking Up & Dropping Off – film TV (2003)
- Proof of Lies – film TV (2006)
- 1321 Clover – film TV (2006)
- Making It Legal  – film TV (2007)
- A proposito di Brian (What About Brian) – serie TV, 24 episodi (2006-2007)
- Private Practice – serie TV, 5 episodi (2009)
- Cose da uomini (Man Up!) – serie TV, 13 episodi (2011)
- Terapia d'urto (Necessary Roughness) – serie TV, 10 episodi (2011-2012)
- The Mentalist – serie TV, episodio 5x01 (2012)
- The Vampire Diaries – serie TV, episodio 1x15 (2009)
- Due uomini e mezzo (Two and a Half Men) – serie TV, episodio 10x12 (2013)
- Second Chance – serie TV, 8 episodi (2016)
- NCIS - Unità anticrimine (NCIS) – serie TV, episodio 18x13 (2021)

### Video Musicali
- Shape nel 2013

## Doppiatrici italiane
Nelle versioni in italiano dei suoi film, Amanda Detmer è stata doppiata da:
- Barbara De Bortoli in Cose da uomini, Second Chance
- Tiziana Avarista in Due uomini e mezzo
- Ilaria Latini in Final Destination
- Laura Lenghi in A proposito di Brian
- Eleonora De Angelis in Terapia d'urto
- Rossella Acerbo in Assatanata
- Alessandra Korompay in Big Fat Liar
- Emanuela Baroni in Tu, io e Dupree
- Beatrice Caggiula in Law & Order: Criminal Intent
- Ilaria Giorgino in Private Practice
- Cinzia De Carolis in The Mentalist
- Daniela Calò in NCIS - Unità anticrimine